# ۱۰۸۰پی

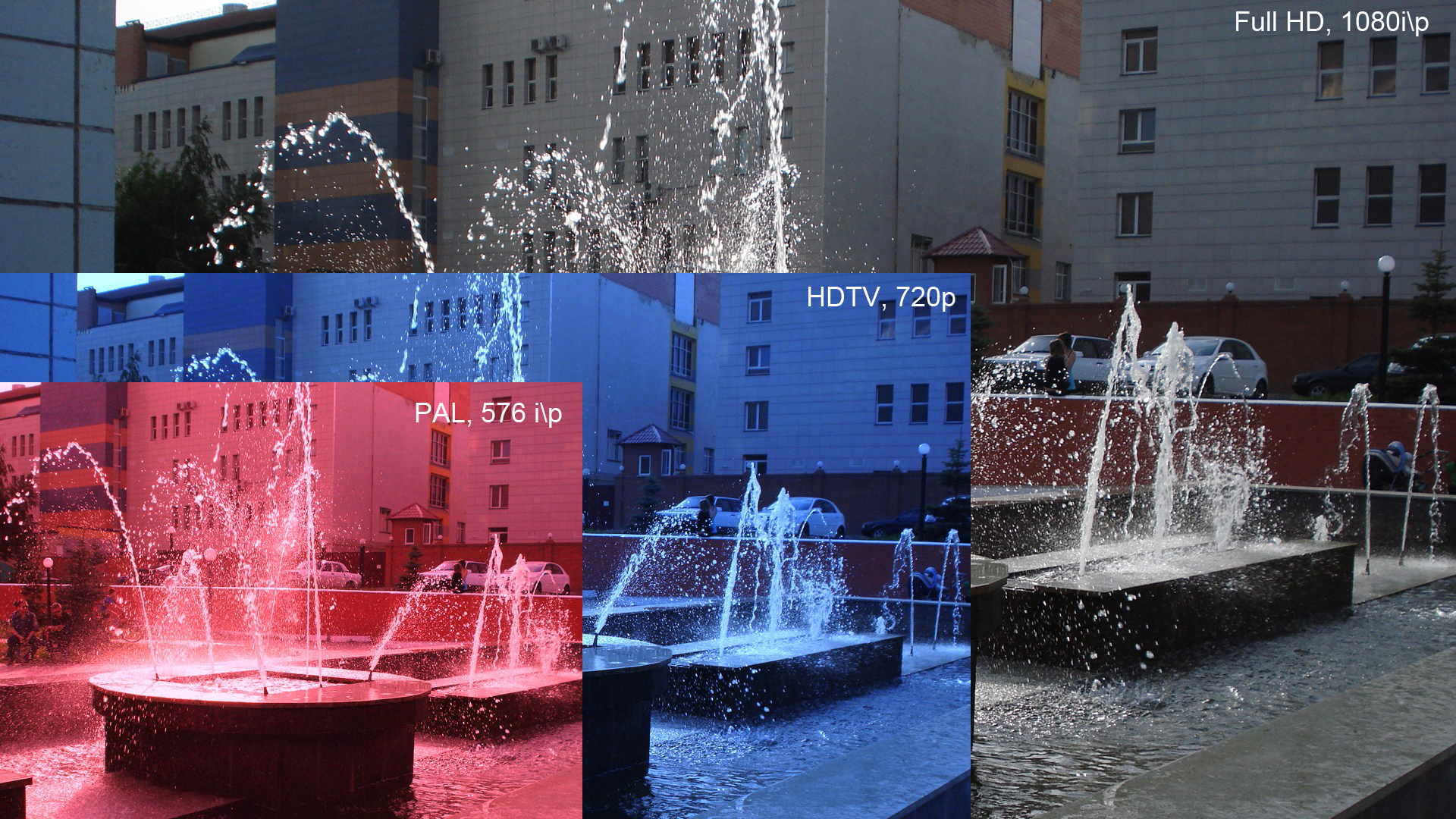
استانداردهای تلویزیون تا 1080p. تصویر قرمز رنگ رزولوشن 576i یا 576p را نشان می‌دهد. تصویر آبی رنگ رزولوشن 720p، سطح وضوح HDTV را نشان می‌دهد. تصویر تمام رنگی وضوح ۱۰۸۰ را نشان می‌دهد.

۱۰۸۰ پی HDTV

1080p یا FHD مجموعه‌ای از تلویزیون‌های HD در حالت‌های ویدئویی با وضوح بالا است که، دارای ۱۰۸۰ پیکسل در فاصله عمودی و ۱۹۲۰ پیکسل در فاصله افقی است.
این اصطلاح معمولاً نسبت تصویر عریض ۱۶:۹ را در نظر می‌گیرد که به وضوح ۲٫۱ مگاپیکسل دلالت دارد. برای تضاد 1080p با صفحه نمایش با وضوح 720p، اغلب به صورت Full HD یا FHD به بازار عرضه می‌شود. اگرچه گاهی 1080p به‌طور غیررسمی به عنوان 2K نامیده می‌شود، اما این عبارات منعکس کننده دو استاندارد فنی متمایز با تفاوت‌هایی از جمله وضوح و نسبت ابعاد هستند.
سیگنال‌های ویدئویی 1080p توسط استانداردهای ATSC در ایالات متحده و استانداردهای DVB در اروپا پشتیبانی می‌شوند. کاربردهای استاندارد 1080p شامل پخش تلویزیونی، دیسک‌های بلوری، گوشی‌های هوشمند، محتوای اینترنتی مانند ویدیوهای یوتیوب و نمایش‌ها و فیلم‌های تلویزیونی نتفلیکس، تلویزیون‌ها و پروژکتورهای درجه یک مصرف‌کننده، نمایشگرهای رایانه و کنسول‌های بازی ویدیویی است. دوربین‌های فیلمبرداری کوچک، تلفن‌های هوشمند و دوربین‌های دیجیتال می‌توانند تصاویر ثابت و متحرک را با وضوح 1080p ثبت کنند.

## نقش حرف "p" بعد از ۱۰۸۰

این نمودار رایج ترین وضوح نمایشگر را نشان می دهد، با رنگ هر نوع وضوح تصویر نسبت نمایشگر را نشان می دهد (به عنوان مثال قرمز نشانگر نسبت 4: 3 است)

حرف p از ابتدای واژه "Progressive scanning" به معنی «اسکن پیشرونده» گرفته شده‌است. این فرمت نوع توسعه یافته فرمت ۱۰۸۰آی است که امروزه در بعضی از دستگاه‌های تصویری جدید مشاهده می‌شود. در بیان ساده می‌توان بزرگترین تفاوت فرمت ۱۰۸۰پی با ۱۰۸۰آی را در نحوه پردازش پیکسل‌ها و خطوط دانست. به‌طور کلی در فرمت ۱۰۸۰پی تمام خطوط و پیکسل‌ها در یک زمان پردازش می‌شود. پس به همین علت تصاویری که براساس این فرمت ساخته می‌شود فاقد هرگونه لرزش خواهد بود و کیفیت تصویر نسبت به ۱۰۸۰آی مطلوب‌تر خواهد بود. البته تفاوت کیفیت در i , p در تصاویر اکشن و سریع به خوبی نمایان است و در تصاویر معمولی و بدون درهم‌آمیزی (Deinterlace) تقریباً تفاوت با هم ندارند.
مسلماً در روش اسکن پیشرونده به پهنای باند (BW) بیشتری نیاز است از این رو سخت‌افزاری که استفاده می‌شود هم گرانتر است. البته معمولاً در اکثر این دستگاه‌ها کل عملیات به صورت درهم بافته (Interlacing) انجام می‌گیرد، سپس در مرحله آخر یک چیپ سخت‌افزاری عملیات درهم‌آمیزی را روی تصویر انجام می‌دهد و تصویر پیشرونده تشکیل می‌شود.